# ديونيسيوس الثاني حاكم سرقوسة
ديونيسيوس الثاني الأصغر (باليونانيَّة: Διονύσιος ὁ Νεώτερος، مواليد عام 397 ق م - توفي عام 343 ق م)، هو سياسي إغريقي حكم مدينة سرقوسة في صقلية خلال الفترة الممتدة من عام 367 ق م حتَّى عام 357 ق م، وحكمها مرة أخرى خلال الفترة الممتدة من عام 346 ق م حتَّى عام 344 ق م.

## السيرة
ولد ديونيسيوس الثاني في سرقوسة. كان نجل كل من ديونيسيوس الأكبر ودوريس من لوكري. تسلَّم ديونيسيوس الحكم في الوقت الذي لم يتجاوز عمره الثلاثين سنة عقب وفاة أبيه سنة 367 ق م. لم يكن لديه خبرة في مجال الشؤون العامة. تولى الحكم تحت إشراف عمه ديون السرقوسي الذي لم يستسغ نمط حياته الفاضح والمبذِّر. ولذا قام بدعوة معلمه أفلاطون إلى سرقوسة. حاول أفلاطون وديون إعادة هيكلة الحكومة لتصبح أكثر اعتدالًا حيث مثَّل ديونيسيوس شخص الملك الفيلسوف.
بيد أن ديونيسيوس تآمر مع معارضي هذه الإصلاحات، وبادر إلى نفي عمه ديون. استأثر ديونيسيوس الثاني بالحكم سنة 366 ق م. تراجعت شعبية ديونيسيوس بسبب عدم كفاءته في الحكم وقيادة الجند. وضع ديونيسيوس يده على أموال وممتلكات ديون ووهب زوجته لرجل آخر، وجاء ذلك عقب الدعوة التي أطلقها أفلاطون لعودة ديون. أمَّا في السابق فكانت أملاك ديون في سرقوسة كفيلة بتغطية تكاليف حياته الهانئة والرغيدة في أثينا.
شكَّل ديون السرقوسي قوة عسكريَّة صغيرة في زاكينثوس وعاد إلى صقلية سنة 357 ق م، وهو ما أجذلَ السراقسة. استطاع ديون السيطرة على قلعة سرقوسة بعدما غافل ديونيسيوس الذي كان حينها في مدينة كاولونيا الإيطاليَّة. سرعان ما أبحر ديونيسيوس، عائدًا إلى سرقوسة، وهاجمه، محاولًا التفاوض على صلح. أبحر ديونيسيوس إلى لوكري حين باءت كل محاولاته بالفشل وعهد بالقلعة إلى ابنه أبولوكراتس.
استغل ديونيسيوس طيبة المواطنين المحليين في لوكري حين كان في المنفى، وأضحى طاغية عليهم فعامل السكان المحليين بقسوة شديدة. لم يعد إلى سرقوسة حتى عام 346 ق م بعد مضي ثمانية أعوام على اغتيال ديون على يد أحد ضباطه. طرد أهالي لوكري الجنود المتبقين وانتقموا من زوجة ديونيسيوس وبناته بعد فترة وجيزة من مغادرته. تمكن ديونيسيوس، الذي افتقر للشعبية، من استعادة السلطة في سرقوسة على إثر الاضطرابات السياسية الحاصلة. انشقت العديد من المدن في صقلية عن سرقوسة وحكمها طغاة محليون خلال السنوات السابقة. انضمت عدد من هذه المدن إلى السراقسة في هجومهم ضد ديونيسيوس، والذي أثبت نجاحه الكبير. اضطر ديونيسيوس للعودة إلى القلعة. بلغه تيموليون وبدأ بغزو صقلية في عام 344 ق م. سلَّم ديونيسيوس القلعة بعدما أدرك عجزه أمام قوات تيموليون، وحصل بالمقابل على مرور آمن إلى كورينث. توفي ديونيسيوس في العام التالي في كورينث في ظل ظروف مزرية.